# De maan is kapot
De maan is kapot is een Nederlandse korte film uit de serie Kort!. De film is gedeeltelijk geanimeerd, won in 2010 het Gouden Kalf voor beste korte film en werd door de NPS op televisie uitgezonden op 26 juni 2012.

## Verhaal
Jack onderbreekt zijn vader voortdurend als deze hem een verhaaltje voor het slapen voorleest. Als Jack de afnemende maan ziet, roept hij: "De maan is kapot! We moeten hem repareren!" De vader ergert zich, duwt het bed het raam uit, springt er op en samen vliegen ze naar de maan. Daar ziet Jack zijn moeder. Hij probeert met haar te praten maar ze zegt niets terug. Als Jack van de maan af valt, springt zijn vader hem achterna. Hij pakt zijn zoon vast en in die houding ontwaakt Jack in zijn bed. Hij staat op, gaat naar beneden en groet daar zijn moeder die in een kist opgebaard is.

## Rolverdeling
- Daan Schuurmans als vader
- Ollie Becker als Jack
- Elisa Beuger als moeder